# Cử cuống dài
Cử cuống dài hay cử Sa Pa, sồi cánh (danh pháp khoa học: Fagus longipetiolata) là loài thực vật thuộc họ Fagaceae. Nó phân bố chủ yếu ở miền Nam Trung Quốc và miền Bắc Việt Nam (Lào Cai, Sơn La).